# Skylarking
Skylarking — девятый студийный альбом британской рок-группы XTC. Альбом был выпущен 27 октября 1986 года лейблом Virgin Records. Спродюсированный американским музыкантом Тоддом Рандгреном, альбом представляет собой свободную концептуальную работу, посвящённую неопределённому циклу, такому как день, год, времена года или жизнь. Название альбома отсылает к виду птиц (жаворонок), а также к термину Королевского флота «skylarking», что означает «дурачиться». Он стал одним из самых известных альбомов XTC и часто считается одним из их лучших.
Как и предыдущий сайд-проект XTC Dukes of Stratosphear, Skylarking был во многом вдохновлён музыкой 1960-х годов. Большая часть записи проходила в студии Utopia Sound Studio Рандгрена в Вудстоке, штат Нью-Йорк. Рандгрен сыграл важную роль в саунд-дизайне и программировании ударных, обеспечив группу оркестровыми аранжировками и разнообразным оборудованием. Однако сессии были полны напряжения, особенно между Рандгреном и руководителем группы Энди Партриджем, и возникло множество разногласий по поводу барабанных партий, выбора песен и других деталей.
После выхода альбом Skylarking был встречен равнодушно в Великобритании, поднявшись в чартах до 90-го места, в то время как оба его главных сингла, «Grass» (вместе с «Dear God») и «The Meeting Place», достигли 100-го места. Ранние продажи альбома были затруднены отсутствием «Dear God» в оригинальном тираже. В США песня стала хитом студенческих радиостанций, что вынудило американского дистрибьютора Geffen Records отозвать и запретить Skylarking вместе с этой песней, что подняло альбом на 70-е место. После роста популярности песни она стала предметом споров в США, вызвав множество гневных звонков на радиостанции и как минимум одно сообщение об угрозе взрыва.
Альбом Skylarking был включён в списки «100 величайших альбомов 1980-х» журналами Rolling Stone (в 1989 году) и Pitchfork (в 2002 году). В 2010 году было обнаружено, что ошибка в монтаже, допущенная во время мастеринга, привела к «тонкому» звучанию альбома. Проблема была исправлена в последующих ремастерах. В 2016 году лейбл Партриджа Ape House выпустил расширенное переиздание с демо-записями, ауттейками и новыми стерео и 5.1-канальными миксами Стивена Уилсона. В 2024 году Уилсон сделал сведение альбома в Dolby Atmos для обновлённого переиздания.

## История
В 1980-х годах XTC претерпели постепенный переход к новому звучанию и имиджу. Их альбомы становились всё более сложными, и после того, как фронтмен и автор песен Энди Партридж пережил паническую атаку перед концертом, группа прекратила гастроли. В 1984 году они выпустили альбом The Big Express, который продавался плохо и не привлёк особого внимания критиков. По словам Партриджа, психоделические влияния группы начали «просачиваться» через использование меллотрона, фэйзинга и «обратного того-то и того-то». Затем последовал мини-альбом 25 O’Clock, выпущенный только в Великобритании 1 апреля 1985 года под псевдонимом «Dukes of Stratosphear». Альбом представлял собой более явную дань уважения психоделике 1960-х годов, которая продавалась тиражом выше, чем [[The Big Express]], ещё до того, как Dukes стали называться XTC. Партридж вспоминал: «Было немного обидно думать, что люди предпочитают эти фальшивые личности нашим собственным личностям… они пытаются нам что-то сказать».

## Отзывы
| Оценки критиков           | Оценки критиков |
| Источник                  | Оценка          |
| ------------------------- | --------------- |
| The Philadelphia Inquirer | [ 10 ]          |
| Q                         | [ 11 ]          |
| The Village Voice         | A−              |

Альбом получил положительные отзывы музыкальной критики и интернет-изданий.
Тим Соммер из Rolling Stone похвалил альбом как «самое вдохновенное и удовлетворяющее произведение битловской поп-музыки со времён… ну, со времён The Beatles» и провёл благоприятные сравнения с The Beatles (Revolver, Rubber Soul), The Beach Boys (Pet Sounds) и The Kinks (Village Green Preservation Society) . Карен Шлосберг из Creem назвала его «шедевром» и «несколько барочной и воздушной коллекцией». Она сетовала, что альбом вряд ли получит широкую ротацию на радио, «поскольку звучание ребят, вероятно, слишком отличается от современных стандартов радиовещания. Ещё одна ирония заключается в том, что XTC постоянно сравнивают с одной из самых успешных групп в истории поп-музыки — The Beatles». Billboard рецензировал: «Общий тон здесь менее жёсткий, чем в предыдущих работах; однако группа никогда не ищет лёгких путей, используя уникальные звучания и неожиданные мелодические повороты для достижения великолепного эффекта».
Роберт Кристгау поставил альбому оценку A−, заявив лишь о том, что «когда темы становятся мрачнее и космичнее… они перегружают всё звуком и причудливостью». В рецензии Роба Танненбаума 1987 года, также опубликованной в журнале Rolling Stone, мастерство исполнения альбома было «выдающимся достижением», но он выразил порицание: «Этот обмен острым модернизмом, характерным для таких классических хитов, как „This Is Pop“ и „Making Plans for Nigel“, на домашнее одиночество ослабляет панковскую энергию группы и ограничивает её эмоциональный спектр… Партридж жалуется. Но затем он извиняется перед своей бывшей за то, что был с ней „груб“. Грубость — это суть песен о расставании, и эта доза грубости — как раз то, что XTC сейчас не помешает».
Были созданы рекламные видеоролики для песен «Grass» и «Dear God» (оба режиссёром выступил Ник Брандт). Музыкальная программа Channel 4 The Tube также сняла видеоклипы на песни «The Meeting Place» и «The Man Who Sailed Around His Soul», снятые в Портмейрионе, где участники группы были одеты в костюмы из фильма «Заключенный». [необходима ссылка] Видеоклип на песню «Dear God» получил премию Billboard за лучшее видео в 1987 году и был номинирован в трёх категориях на MTV Video Music Awards.

### Ретроспективные отзывы
| Оценки критиков               | Оценки критиков |
| Источник                      | Оценка          |
| ----------------------------- | --------------- |
| AllMusic                      | [ 18 ]          |
| Chicago Tribune               | [ 19 ]          |
| Encyclopedia of Popular Music | [ 20 ]          |
| Mojo                          | [ 21 ]          |
| Pitchfork                     | 9.3/10          |
| Q                             | [ 23 ]          |
| Record Collector              | [ 24 ]          |
| The Rolling Stone Album Guide | [ 25 ]          |
| Uncut                         | 9/10            |

После выхода альбома Skylarking он получил множество восторженных отзывов. Он стал самым известным альбомом XTC и, по общему мнению, считается их лучшим творением. Дэйв Грегори вспоминал, что через два года после выхода альбома он узнал, что недавняя работа XTC оказала «огромное влияние» в США. Музыкальный журналист Майкл Азеррад писал, что благодаря Skylarking группа стала «старейшиной среди артистов, которые создают то, что можно назвать лишь непопулярной поп-музыкой, уделяя большое внимание мелодичности и основательному, хотя и самобытному, песенному мастерству». Иэн Харрисон из Mojo писал, что, несмотря на «деловые, а не дружеские» отношения между Рандгреном и группой, «результаты были превосходными». Патрик Шабе из PopMatters назвал его альбомом, на котором XTC «расцвели до полной зрелости», а Джо Стэннард из Uncut назвал его «альбомом, который объединил всё самое лучшее из творчества Суиндона в один большой и красивый пакет идеальной поп-музыки».
Моулдинг сказал об альбоме: «Возможно, ему не хватало отточенности, как некоторым другим нашим записям, но именно характер, вшитый в альбом, и был его сильной стороной… Порой он был по-настоящему наивен». Грегори назвал получившийся альбом «вероятно, моим любимым альбомом XTC», выразив признательность Рундгрену за обработку песен. В рекламном вкладыше к альбому Nonsuch (1992) Партридж написал: «Музыкант и продюсер Тодд Рандгрен втиснул глину XTC в самый полный/связный/цикличный альбом за всю историю. Записать этот альбом было непросто по разным причинам, связанным с самолюбием, но со временем я вынужден был признать, что Тодд создал самые волшебные продакшн и аранжировки, какие только можно себе представить. Летний день, приготовленный в одном пироге».
В 1989 году альбом Skylarking занял 48-е место в списке 100 величайших альбомов 1980-х по версии журнала Rolling Stone. Сотрудники Pitchfork Media поместили альбом на 15-е место в своём списке «100 лучших альбомов 1980-х» за 2002 год. Автор сайта Доминик Леоне отметил, что продюсирование Рандгрена добавило теплоты «умным, но отстранённым» песням группы. Журнал Slant Magazine поместил альбом на 67-е место в своём списке «Лучшие альбомы 1980-х». В 2000 году он занял 830-е место в списке «1000 лучших альбомов всех времён» музыковеда Колина Ларкина. Альбом также был включён в книгу «1001 альбом, который вы должны услышать, прежде чем умрёте».

## Список композиций

### Оригинальное издание на виниле
Слова и музыка всех песен — Andy Partridge, кроме указанных..
| №  | Название                         | Автор(ы)       | Длительность |
| -- | -------------------------------- | -------------- | ------------ |
| 1. | «Summer's Cauldron»              |                | 3:19         |
| 2. | «Grass»                          | Colin Moulding | 3:05         |
| 3. | «The Meeting Place»              | Moulding       | 3:14         |
| 4. | «That's Really Super, Supergirl» |                | 3:21         |
| 5. | «Ballet for a Rainy Day»         |                | 2:50         |
| 6. | «1000 Umbrellas»                 |                | 3:44         |
| 7. | «Season Cycle»                   |                | 3:21         |

| №                   | Название                             | Автор(ы)            | Длительность |
| ------------------- | ------------------------------------ | ------------------- | ------------ |
| 8.                  | «Earn Enough for Us»                 |                     | 2:54         |
| 9.                  | «Big Day»                            | Moulding            | 3:32         |
| 10.                 | «Another Satellite»                  |                     | 4:15         |
| 11.                 | «Mermaid Smiled»                     |                     | 2:26         |
| 12.                 | «The Man Who Sailed Around His Soul» |                     | 3:24         |
| 13.                 | «Dying»                              | Moulding            | 2:31         |
| 14.                 | «Sacrificial Bonfire»                | Moulding            | 3:49         |
| Общая длительность: | Общая длительность:                  | Общая длительность: | 45:47        |

### Расширенные издания (2016/2024)
В 2016 году лейбл Партриджа Ape House выпустил расширенное издание альбома Skylarking на CD и Blu-ray. В него вошли новые миксы Стивена Уилсона в форматах стерео 2.0 и Surround Sound 5.1.
Обновлённая версия CD/Blu-ray издания вышла на Ape House в сентябре 2024 года, с добавлением нового микса альбома в формате Dolby Atmos и бонус-треки от Уилсона. Таким образом, Skylarking станет вторым альбомом XTC, выпущенным в формате Atmos после переиздания The Big Express 2023 года, который ранее не входил в «Surround Sound Series» группы из-за многолетних поисков оригинальных многодорожечных записей.
Слова и музыка всех песен — Andy Partridge, кроме указанных..
| №   | Название                             | Автор(ы)       | Длительность |
| --- | ------------------------------------ | -------------- | ------------ |
| 1.  | «Summer's Cauldron»                  |                | 3:20         |
| 2.  | «Grass»                              | Colin Moulding | 3:07         |
| 3.  | «The Meeting Place»                  | Moulding       | 3:16         |
| 4.  | «That's Really Super, Supergirl»     |                | 3:23         |
| 5.  | «Ballet for a Rainy Day»             |                | 3:07         |
| 6.  | «1000 Umbrellas»                     |                | 3:29         |
| 7.  | «Season Cycle»                       |                | 3:31         |
| 8.  | «Earn Enough for Us»                 |                | 2:58         |
| 9.  | «Big Day»                            | Moulding       | 3:33         |
| 10. | «Another Satellite»                  |                | 4:26         |
| 11. | «Mermaid Smiled»                     |                | 2:29         |
| 12. | «The Man Who Sailed Around His Soul» |                | 3:27         |
| 13. | «Dear God»                           |                | 3:40         |
| 14. | «Dying»                              | Moulding       | 2:35         |
| 15. | «Sacrificial Bonfire»                | Moulding       | 3:49         |

| №                   | Название            | Длительность |
| ------------------- | ------------------- | ------------ |
| 16.                 | «Extrovert»         | 3:40         |
| 17.                 | «Let's Make a Den»  | 2:19         |
| 18.                 | «The Troubles»      | 3:30         |
| 19.                 | «Little Lighthouse» | 3:22         |
| Общая длительность: | Общая длительность: | 63:04        |

- 2016 5.1 mix — тот же порядок воспроизведения, что и в стереомиксе 2016 года
- 2016 instrumental mix — тот же порядок воспроизведения, что и в стереомиксе 2016 года
- 2001 stereo remaster — тот же порядок воспроизведения, что и на оригинальном издании на виниле (включая бонус-треки «Dear God» и «Extrovert»)
- 2010 corrected polarity remaster — тот же порядок воспроизведения, что и в стереомиксе 2016 года (минус бонус-треки)
- Album in demo and work tape form — тот же порядок воспроизведения, что и в стереомиксе 2016 года (минус бонус-треки)

- 2024 Dolby Atmos mix — тот же порядок воспроизведения, что и в стереомиксе 2016 года

| №   | Название                                            | Длительность |
| --- | --------------------------------------------------- | ------------ |
| 66. | «1000 Umbrellas» (Early acoustic run through)       |              |
| 67. | «Season Cycle» (Early sketch)                       |              |
| 68. | «Another Satellite» (Early sketch)                  |              |
| 69. | «Summer's Cauldron» (Early sketch)                  |              |
| 70. | «Earn Enough for Us» (Early sketch)                 |              |
| 71. | «Ballet for a Rainy Day» (Early sketch)             |              |
| 72. | «Dear God» (Early 'skiffle' version)                |              |
| 73. | «Mermaid Smiled» (Explanation version)              |              |
| 74. | «Let's Make a Den» (Early idea)                     |              |
| 75. | «Let's Make a Den»                                  |              |
| 76. | «Little Lighthouse» (Early version)                 |              |
| 77. | «Little Lighthouse» (Intro section)                 |              |
| 78. | «Little Lighthouse»                                 |              |
| 79. | «Terrorism» (Early idea)                            |              |
| 80. | «Terrorism»                                         |              |
| 81. | «Extrovert»                                         |              |
| 82. | «The Troubles»                                      |              |
| 83. | «Lumpen Splendour»                                  |              |
| 84. | «Ra Ra for Red Rocking Horse» (Rehearsal at Dave's) |              |
| 85. | «Ra Ra for Red Rocking Horse»                       |              |
| 86. | «When We Get to England»                            |              |
| 87. | «Shaking Skin House»                                |              |
| 88. | «Obscene Procession»                                |              |
| 89. | «Across the Antheap»                                |              |

| №   | Название         | Автор(ы) | Длительность |
| --- | ---------------- | -------- | ------------ |
| 90. | «Halley's Comet» | Moulding |              |
| 91. | «Find the Fox»   | Moulding |              |

| №   | Название   | Длительность |
| --- | ---------- | ------------ |
| 92. | «Grass»    |              |
| 93. | «Dear God» |              |

## Чарты
| Чарт (1986—1987)                 | Высшая позиция |
| -------------------------------- | -------------- |
| Великобритания (UK Albums Chart) | 90             |
| США (Billboard 200)              | 70             |